# Uneapa jezik
Uneapa jezik (bali, bali-vitu; ISO 639-3: bbn) jest austronezijski jezik uže mezomelanezijske skupine, kojim govori oko 10 000 ljudi (1998. SIL) na otoku Unea (Bali) u provinciji Zapadna Nova Britanija, Papua Nova Gvineja. 
Uneapa zajedno s jezikom muduapa [wiv] čini podskupinu bali-vitu. Ime bali dali su autsajderi otoku koji se na domorodačkom zove Unea a nalazi se u otočju Bali-Vitu i ne smije se brkati s indonezijskim otokom Bali.

## Vanjske poveznice
- Ethnologue (14th)
- Ethnologue (15th)